# Pooja Ruparel
Pooja Ruparel (* 21. November 1982 in Mumbai, Maharashtra, Indien) ist eine indische Bollywood-Schauspielerin. Sie ist auch als Stand-up-Komikerin und Sängerin tätig.

## Karriere
Ruparel begann im Jahr 1993 ihre Karriere als Kinderdarstellerin. Ihre erste Rolle spielte sie in Der Millionär und das Waisenmädchen – King Uncle und gewann weltweit an Popularität. Sie war seitdem in einer Reihe von Fernsehserien zu sehen, unter anderem Zabaan Sambhalke.

## Privates
Ruparel ist die Schwester der Schauspielerin Bhavna Ruparel und Cousine der Schauspielerin Sonakshi Sinha.

## Filmographie
- 1993: Der Millionär und das Waisenmädchen – King Uncle
- 1995: Dilwale Dulhania Le Jayenge – Wer zuerst kommt, kriegt die Braut
- 2013–2016: 24
- 2014: X: Past Is Present